# Хребет Криштофовича
Хребет Криштофовича — горный хребет в центральной части острова Уруп, входящем в состав остров южной группы Большой гряды Курильских островов. Длина около 20 км.
Назван в честь советского учёного-геолога, палеоботаника, ботаника, академика АН СССР Африкана Николаевича Криштофовича.
В осевой части хребта Криштофровича размещаются гора Струве, гора Крутая, гора Высокая, гора Сивуха, гора Шабалина. Горы и вулканы имеют линейно-гнездовое расположение.
Самой высокой точкой хребта Криштофровича является гора Высокая высотой 1426 метров над уровнем моря.
Хребет имеет резко асимметричный поперечный профиль. Юго-восточный склон сохраняет поверхность первичных лавовых потоков. Истоки лавовых потоков размещены у оси хребта. Северо-западный склон сильно эродирован.
В районе хребта Криштофровича вулканическая деятельность не прекращалась в ледниковое и продолжалась в послеледниковое время.